# Jiuru
Jiuru (chinesisch 九如鄉, Pinyin Jiǔrú Xiāng, Tongyong Pinyin Jiǒurú Xiāng) ist eine Landgemeinde im Landkreis Pingtung in der Republik China (Taiwan).

## Beschreibung
Jiuru liegt am nordwestlichen Rand der Pingtung-Ebene, nördlich der Landkreishauptstadt Pingtung. der Fluss Gaoping bildet die natürliche Grenze nach Westen. Angrenzende Gemeinden sind Ligang im Norden, Yanpu und Changzhi im Osten, die Stadt Pingtung im Süden, sowie (am anderen Ufer des Gaoping) der Bezirk Dashu von Kaohsiung im Westen.

## Geschichte
Der Überlieferung nach geht der alte Ortsname Jiu Kuaicuo (九塊厝,  Jiǔ kuài cuò) mit der Bedeutung „Neun Häuserblocks“ auf die Ansiedlung von neun Haushalten oder Familien ungefähr im 18. Jahrhundert zurück, was aber historisch nicht gesichert ist. Zur Zeit der Qing-Dynastie unterstand der Ort der Gerichtsbarkeit des Landkreises Fengshan (鳳山縣). Während der Zeit der japanischen Herrschaft (1895–1945) entstand 1920 hier als Verwaltungseinheit das „Neun-Häuserblock-Dorf“ (九塊庄,  Jiǔ kuài zhuāng, japan. Kyū katamari Shō). Nach Übernahme der Insel Taiwan durch die Republik China 1945 wurde aus dem ‚Dorf‘ der Bezirk Jiuru (九如區,  Jiǔrú qū) der Stadt Pingtung. Das Dorf Yuquan, das zuvor zur Nachbargemeinde Yanpu gehörte, wurde an Jiuru angegliedert. Im Oktober 1950 wurden die Verwaltungsstrukturen erneut geändert und Jiuru wurde eine Landgemeinde im neu entstandenen Landkreis Pingtung.

## Bevölkerung
Ende 2018 gehörten 126 Personen (ca. 0,6 %) den indigenen Völkern an.
| Gliederung von Jiuru |
|                      |

## Verwaltung
Jiuru ist in 11 Dörfer (村,  Cūn) eingeteilt:
1 Jiukuai (九塊村)

2 Jiuqing (九清村)

3 Yushui (玉水村)

4 Jiuming (九明村)

5 Daqiu (大坵村)

6 Sankuai (三塊村)

7 Qilao (耆老村)

8 Qiaxing (洽興村)

9 Houzhuang (後庄村)

10 Dongning (東寧村)

11 Yuquan (玉泉村)

## Verkehr
Die größte Straße ist die Nationalstraße 3 (Autobahn), die Jiuru von Westen kommend in einem Bogen Richtung Süden durchquert. Nach der Fertigstellung des Autobahnabschnitts im Jahr 1999 nahmen die Verkehrsströme stark zu, was auch zu einer wirtschaftlichen Belebung führte. Mitten durch Jiuru verläuft in gerader Nord-Süd-Richtung die Provinzstraße 3. Im südlich angrenzenden Pingtung besteht ein Eisenbahnanschluss (Pingtung-Linie).

## Landwirtschaft
Bekannte landwirtschaftliche Produkte von Jiuru sind Zitronen, Kokosnüsse, Bananen, Javaäpfel, u. a. Es wird Schweinezucht und Aquakultur betrieben.

## Forschungseinrichtungen

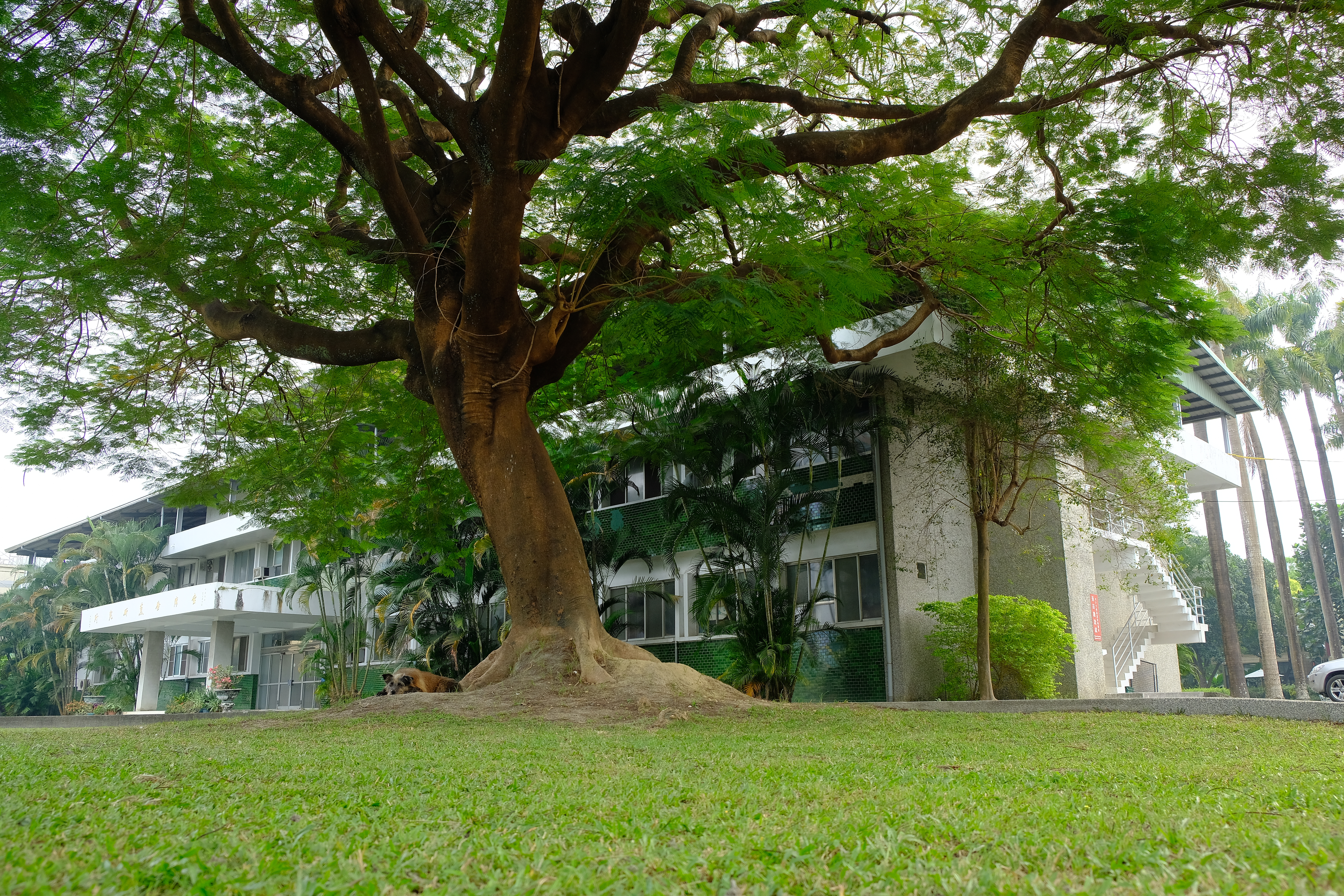
Bananenforschungsinstitut

In Jiuru hat das taiwanische Bananenforschungsinstitut (香蕉研究所) seinen Sitz. Das Institut wurde 1971 gegründet. Hauptarbeitsschwerpunkt ist die Heranzüchtung von Kultivaren der Cavendish-Banane, die gegen den Pilz Fusarium oxysporum f. sp. cubense, der weltweit die Bananenplantagen bedroht, resistent sind.

## Besonderheiten
Im Dorf Jiukuai gibt es den kleinen Tempel des Königs der drei Berge (三山國王廟,  Sānshān Guówáng Miào, ), dessen Anfänge auf das Jahr 1651 zurückgehen und der seitdem mehrfach um- und neu aufgebaut wurde. Der Name bezieht sich auf die daoistischen Gottheiten der drei Berge Jinshan (巾山), Mingshan (明山) und Dushan (獨山), die alle im heutigen Kreis Jiexi der Provinz Guangdong liegen. Der Kult wurde durch Einwanderer von chinesischen Festland nach Taiwan gebracht.
Eine technische Sehenswürdigkeit ist die Kao-Ping-Hsi-Brücke (高屏溪斜張橋,  Gāopíng Xī Xiézhāng Qiáo – „Fluss-Gaoping-Brücke“, ), eine 2,6 km lange Schrägseilbrücke, die die Nationalstraße 3 über den Fluss Gaoping führt. Die Brücke wurde 1999 erbaut und gilt als ein Wahrzeichen des Landkreises Pingtung.

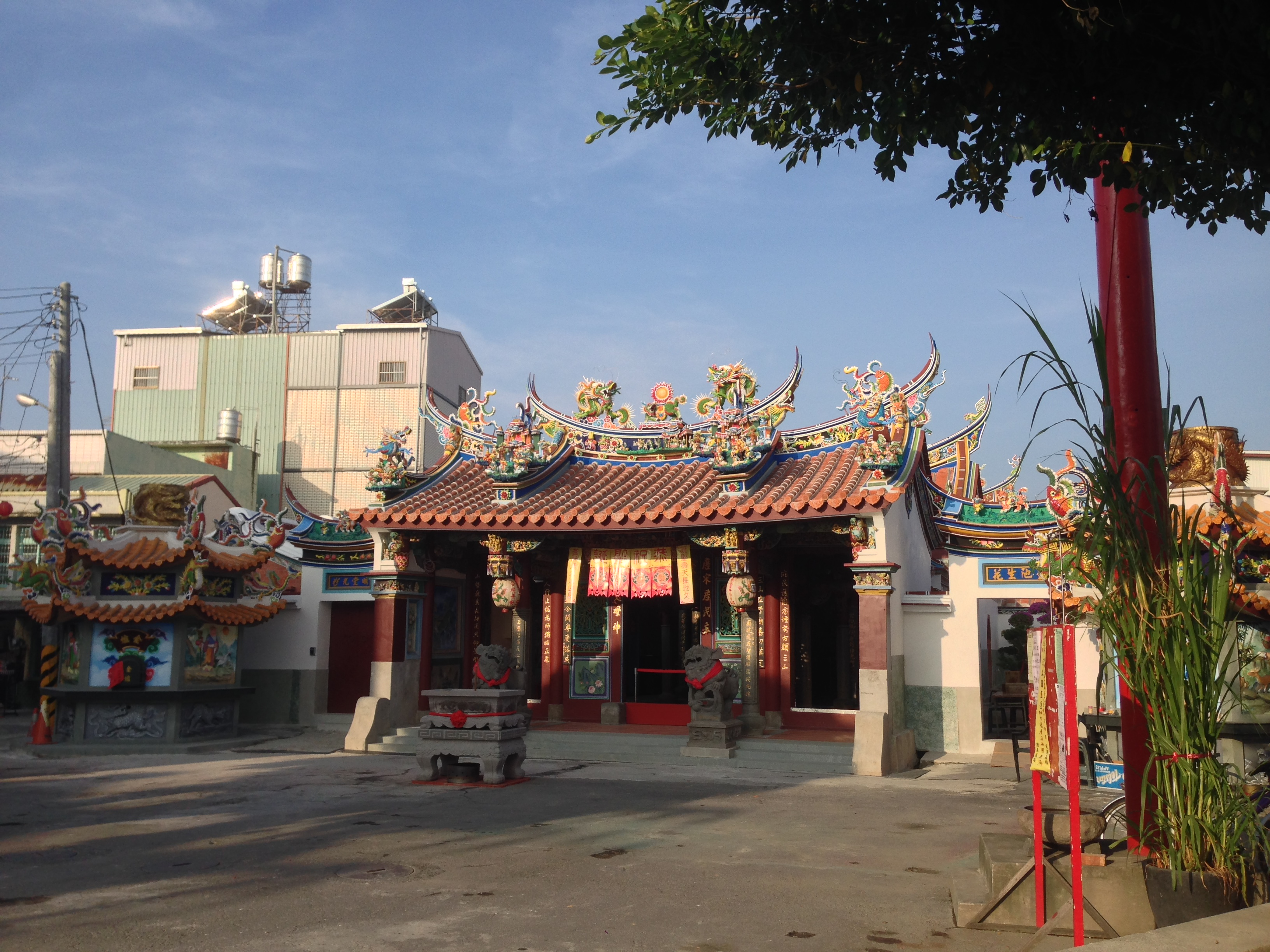
Tempel der drei Berggottheiten
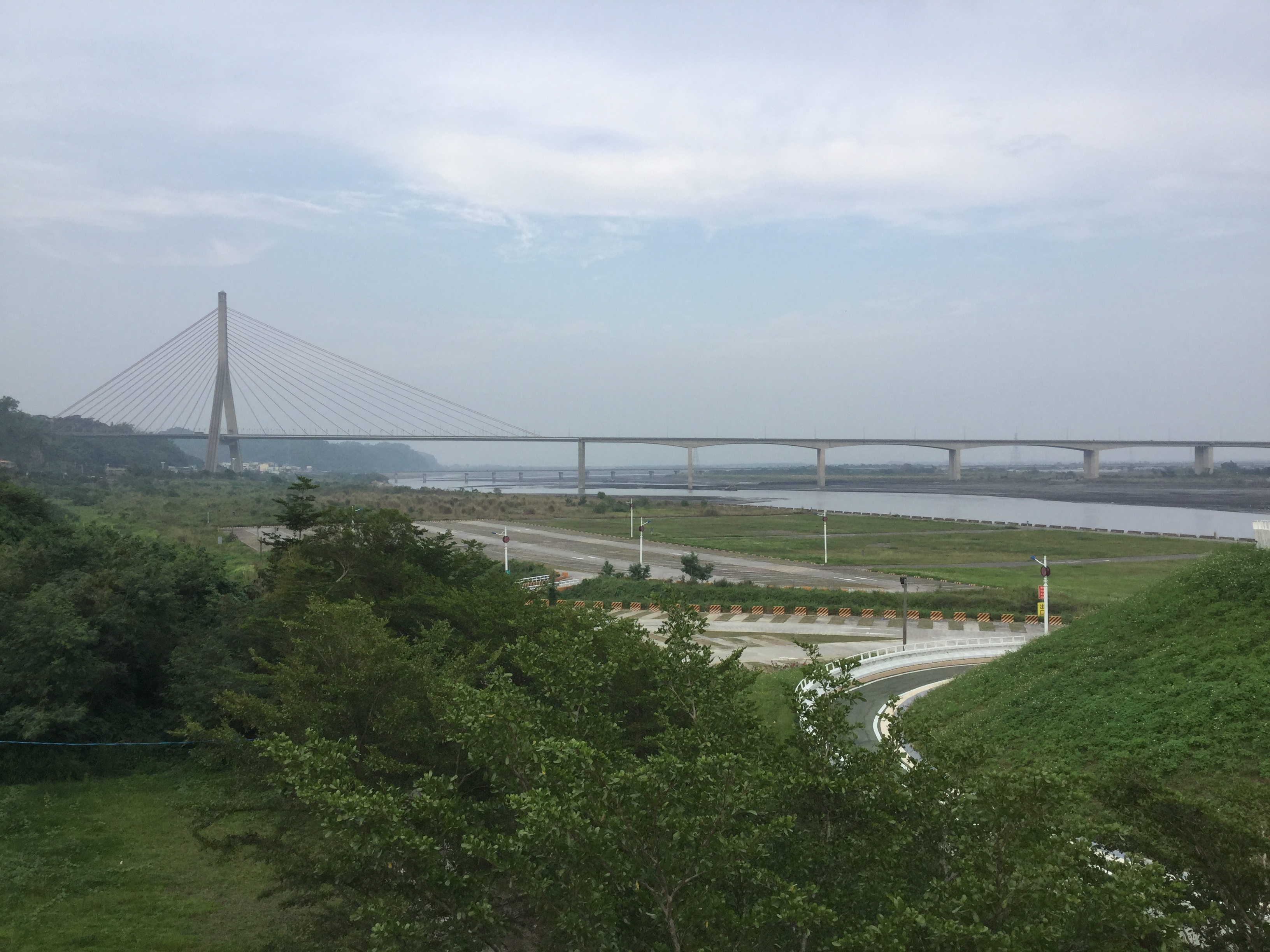
Kao-Ping-Hsi-Brücke

## Persönlichkeiten
- Su Yi-Jung (蘇億容, * 1987 in Jiuru), Kontrabassistin[9][10]